# Tony Halme
Tony Christian Halme (Helsinki, 6 januari 1963 - aldaar, 8 januari 2010) was een Fins professioneel worstelaar, bokser, politicus, filmacteur, schrijver en zanger.

## Loopbaan
Halme was van 2003 tot 2007 lid van het parlement en was daar aangesloten bij de fractie van de rechts-populistische partij Perussuomalaiset. Hij was professioneel worstelaar geweest onder de naam Ludvig Borga en Fins bokskampioen bij de lichtgewichten. Als Viikinki ('Viking') was hij een bekend deelnemer aan het populaire televisiespelprogramma Gladiaattorit. Hij werd verschillende malen betrapt op het gebruik van verboden middelen en leed aan een alcoholverslaving. Begin 2010 pleegde Tony Halme op 47-jarige leeftijd zelfmoord.

## Favoriete posities
- Backbreaker rack
- Leaping lariat
- Diving clothesline
- Delayed vertical suplex
- Falling powerslam
- Military press gutbuster
- Gutbuster drop
- Stiff punches

## Palmares
- Catch Wrestling Association
  - 1 maal CWA World Heavyweight Championship
- New Japan Pro Wrestling
  - 1 maal IWGP Tag Team Championship (met Scott Norton)

## Andere media
- Boeken
  - Jumala armahtaa, minä en (1998)
  -  Tuomiopäivä (2001)
  - Viikingin voimaopas (2003)
  - Kovan päivän ilta (2003)

- Albums
  - Mestarit salilla (2001)

- Singles
  - I Am Ironman (1998)
  - Viikinki (1999)
  - Mä oon tällainen (2000)
  - Painu pelle hiiteen (2001)
  - Isätön poika (2002)

- Films
  - The Master Demon (1991)
  - Death Match (1994)
  - Zhong Guo long (1995)
  - Fist of the North Star (1995)
  - Die Hard with a Vengeance (1995)
  - American Tigers (1996)
  - Whatever It Takes (1998)
  - Ponterosa (2001)
  - Kohtalon kirja (2003)